# Escatologia biblica
L'escatologia (dal greco antico ἔσχατος, éskatos=ultimo; lett. "scienza delle cose ultime o finali"), nella tradizione cattolica, e nell'uso corrente dei protestanti, viene denominata più colloquialmente la "fine dei giorni".
Nella tradizione catechistica, si utilizza il termine novissimi (nel senso di "cose estreme") per indicare quattro parole chiave del destino finale dell'uomo: morte (ultima cosa che accade in questo mondo), giudizio (ultimo giudizio che si dovrà sostenere), inferno ("stato di definitiva auto-esclusione dalla comunione con Dio e con i beati"), paradiso (sommo bene che avranno "coloro che muoiono nella grazia e nell'amicizia di Dio e che sono perfettamente purificati").

## Antico Testamento
Fino all'epoca profetica poco o nulla si conosce sulla escatologia dell'Antico Testamento. Dal messaggio dei profeti (per es. Amos 5:18 ss.) o dalle promesse fatte alla casa di Davide (2 Samuele 7) si può però dedurre che l'attesa tradizionale delle ultime cose in Israele era piuttosto ottimista. Eppure Qoelet (Ecclesiaste) 3,19-20 afferma:
20.Gli uni e gli altri vanno verso lo stesso luogo: gli uni e gli altri vengono dalla polvere, gli uni e gli altri tornano alla polvere.»
Con l'avvento dei grandi profeti questo stato di cose cambia sostanzialmente: essi annunciano al popolo il giudizio di Dio anche se non nascondono che l'ultima Sua volontà è la salvezza (vedi Messia). Causa del giudizio è il peccato del popolo: Israele si era lasciato assimilare dalla popolazione cananea, adottandone forme e credenze religiose (adorazione di Baal, vitelli d'oro, ecc.) o aveva permesso che concetti pagani entrassero a far parte della sua fede (per es. il principio che l'abbondanza dei sacrifici o la solennità del culto fossero mezzi per placare o propiziare Dio). Ne era risultata una completa distruzione del concetto fondamentale di popolo di Dio, legato al suo Salvatore con un patto e quindi unito anche nei suoi membri da un vincolo indissolubile; le conseguenze erano un completo rilassamento di ogni etica personale, sociale e civica ed il dilagare dell'immoralità e dell'ingiustizia. Notevole è che per i profeti l'escatologia non avviene mai in forme mitiche: sono i popoli della terra (Assiri, Babilonesi, ecc.) gli incaricati di eseguire contro Israele il giudizio divino purificatore, un resto eletto (residuo) del popolo potrà godere dell'era messianica.
Durante l'epoca tra i due testamenti, ma cominciando già con i profeti Ezechiele e Zaccaria si formerà un concetto escatologico differente, perché molto più ampio: tutto l'universo s'avvicina alla catastrofe alla quale seguirà il Regno di Dio. Il profeta riceve ora le sue rivelazioni in modo speciale: a mezzo di visioni, di angeli incaricati di mostrargli lo sviluppo progressivo degli eventi; così come le catastrofi annunciate saranno di genere molto distinto, con caratteri nettamente mitici: cataclismi cosmici e tellurici, angeli della morte ed altre rappresentazioni plastiche. Si tratta del genere apocalittico, che giungerà nell'Antico Testamento al culmine col libro di Daniele, ma che si svilupperà ancor più con i libri pseudoepigrafi. Si preparano così quelli che saranno i motivi basici dell'escatologia neotestamentaria.

## Nuovo Testamento
L'importanza della escatologia nel messaggio evangelico è stata l'oggetto di molte discussioni e ricerche nel nostro tempo. Alla fine del XIX secolo si conveniva generalmente nel considerare l'escatologia come un elemento superato del messaggio evangelico, come una concessione fatta da Gesù al pensiero popolare giudaico, che per il lettore moderno poteva essere soltanto un rivestimento fantastico dei "valori" perenni dell'Evangelo: la paternità di Dio e l'infinito valore dell'anima umana (Adolf Harnack, Ernst Troeltsch).
Una svolta importante avviene quando si riconosce che l'escatologia è invece un aspetto essenziale dell'annunzio evangelico, che è tutto contenuto in queste parole: "Ravvedetevi, il Regno dei cieli è vicino" (Matteo 3:2) (Albert Schweitzer).
Tutto l'Evangelo apparve allora dominato dal punto di vista escatologico; in particolare la morale dell'Evangelo, con la sua intransigenza impraticabile, fu considerata come una "etica provvisoria", la morale di gente che non pensava ad organizzare ragionevolmente la vita sopra questa terra, ma che viveva nell'attesa del Regno di Dio: questa concezione era un rovesciamento completo delle posizioni della scuola di Harnack. In Italia Ernesto Buonaiuti svolse con passione eloquente il concetto che l'Evangelo nega radicalmente il mondo dal punto di vista del Regno di Dio, e che per questa negazione diventa paradossalmente capace di agire su di esso. In anni più recenti si è tornati ad una visione meno eccessiva, riconoscendo che nel Nuovo Testamento l'escatologia non è soltanto un evento futuro, ma è già attuata (l'"escatologia realizzata" di Charles Harold Dodd) o almeno iniziata (Joachim Jeremias, Oscar Cullmann).
La venuta di Gesù è l'evento escatologico, che segna la fine dell'"antico eone", cioè del mondo del peccato trionfante, della separazione ostile da Dio, della condanna e della morte, e l'inaugurazione del "nuovo eone", dell'era nuova in cui sono all'opera le potenze della grazia, del perdono, della vita. In particolare la morte e la risurrezione di Cristo segnano la vittoria decisiva sulle potenze di Satana, anche se le conseguenze di questa vittoria non potranno essere manifestate prima dell'avvento finale del Regno (il "Victory Day", Oscar Cullmann).
Il tempo che intercorre tra la vittoria potenziale di Cristo (la sua morte e risurrezione) e la sua manifestazione gloriosa (il secondo avvento) è un tempo di attesa, di pazienza divina, di penitenza, di lotta, ma anche e soprattutto di grazia; è il "tempo della Chiesa," la quale è già, in questo mondo, se non il "regno di Dio" nella sua pienezza, una anticipazione di esso: il "regno di Cristo," in cui si manifestano, nei doni dello Spirito Santo (carismi) e nella rigenerazione e santificazione dei credenti, la potenza del nuovo eone. L'esistenza della Chiesa nel mondo è dunque fino dal tempo presente una "esistenza escatologica" (Rudolf Bultmann).
Il termine biblico corrispondente a escatologia è "speranza" nel senso di viva attesa degli ultimi giorni in cui Dio ristabilirà Israele (Michea 4:1-5), spargerà il suo spirito su ogni carne (Gioele 2:28-32), manderà la figura del liberatore (Messia) che raccoglierà le pecore disperse del popolo di Israele (Ezechiele 34:23; 34:34-38). Quel giorno sarà anche il giorno della Nuova Creazione.
Al tempo della rivolta dei Maccabei la speranza di Israele prende forme più precise: si prevedono determinati avvenimenti che dovranno svolgersi negli ultimi tempi; si forma un po' alla volta tutta una letteratura che sotto forma di rivelazione concessa agli antichi descrive gli eventi futuri che stanno per accadere (Apocalisse).
Al tempo di Gesù era diffusa la sensazione che il tempo finale era vicino: la venuta stessa di Gesù come Messia ne era una prova. Ma mentre molti cercavano di riconoscere i segni della fine più o meno prossima, Gesù nel suo discorso escatologico (Marco 13 paralleli) e altrove invita i discepoli a non preoccuparsi del momento preciso, ma a vigilare in ogni tempo (Marco 13:32 par.; Atti 1:7).
La chiesa del tempo apostolico era comunque persuasa che il ritorno di Cristo (Parusia), che avrebbe dovuto segnare la fine, era prossimo e viveva perciò in quell'attesa, considerando provvisorio e per un tempo tutto ciò che si riferiva al mondo presente (Confrontare Romani 13:11-14; 1 Corinzi 7:29-31; 1 Tessalonicesi 5:1 ss. ecc.).